# Sidney Zion

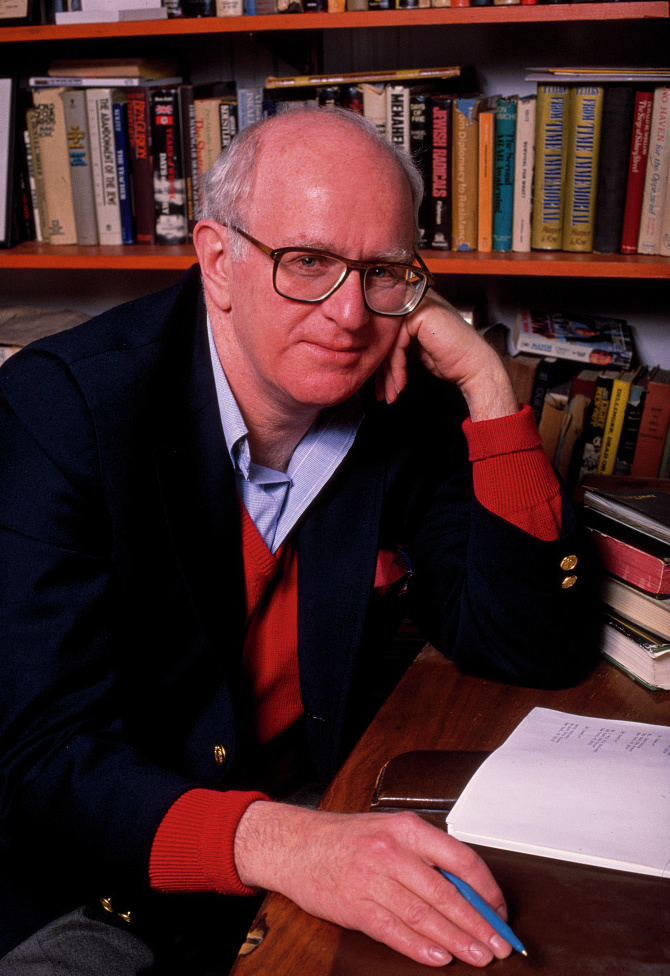
Sidney Zion in 1988

Sidney E. Zion, Passaic, 14 november 1933 – Brooklyn, 2 augustus 2009, was een Amerikaanse journalist en schrijver.
Zion studeerde aan de universiteit van Pennsylvania en de Yale Law School en werkte een tijd als advocaat, vooraleer in 1961 substituut-procureur te worden in New Jersey. Hij begon toen ook te schrijven als journalist. Hij schreef voor diverse kranten in New York publicaties, zoals voor The New York Times, The New York Daily News, de New York Post en New York Magazine.
Hij schreef verder onder meer Markers, Begin from Beginning, Read All about It, Trust Your Mother but Cut the Cards, een verzameling van zijn columns, en Loyalty and Betrayal: The Story of the American Mob. Hij was de medeauteur van The Autobiography of Roy Cohn. Tevens was hij de medestichter van het Scanlan's Monthly magazine.
De dood van zijn 18-jarige dochter in een New Yorks ziekenhuis in 1984 leidde tot een onderzoek en tot een verbetering van de arbeidsvoorwaarden in de ziekenhuizen. Sidney Zion stierf in augustus 2009 aan kanker.